# Aurelio de’ Giorgi Bertola

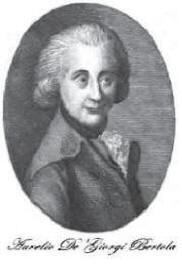
Aurelio de' Giorgi Bertola Kupferstich um 1780

Aurelio de’ Giorgi Bertola (* 4. August 1753 in Rimini; † 30. Juni 1798 ebenda) war ein italienischer Schriftsteller, Gelehrter, Übersetzer aus dem Deutschen, Historiker und Literaturkritiker.

## Leben
Aurelio de’ Giorgi Bertola trat nach seiner Schulausbildung im Seminar von Todi 1769 im Alter von 15 Jahren in die Abtei von Monte Oliveto Maggiore bei Siena ein. Ab 1773 lebte Aurelio de’ Giorgi Bertola in Siena. Der Erfolg der zu seinen Lebzeiten in 18 Auflagen erschienenen Notti clementine 1775 verschaffte ihm einen Lehrstuhl für Geographie und Geschichte an der 1735 gegründeten Accademia di Marina in Portici. Sein besonderes Interesse galt der deutschen Sprache, die er im Gegensatz zu seinen italienischen Übersetzerkollegen der Zeit selbst beherrschte. Er war deshalb nicht auf französische Übersetzungen aus dem Deutschen angewiesen. 1783 erhielt er die Dispens, auf Dauer außerhalb des Klosters leben zu dürfen, und kehrte aus Neapel nach Rimini zurück. 1785 folgte ein Studienaufenthalt in Wien als Gast des aus Rimini gebürtigen Kardinals Giuseppe Garampi. Nach der Rückkehr aus Wien wurde Aurelio de’ Giorgi Bertola auf den Lehrstuhl für Geschichte an der Universität Pavia berufen, den er 1793 aus gesundheitlichen Gründen aufgeben musste. Weitere Reisen in diesen Jahren führten ihn nach Ungarn, Österreich und Deutschland. In Freiburg und Düsseldorf traf er die Brüder Johann Georg Jacobi und Friedrich Heinrich Jacobi. Ab 1789 begeisterte sich Aurelio de’ Giorgi Bertola für die Ideale der Französischen Revolution. 1798 kehrte Aurelio de’ Giorgi Bertola krank aus Rom in seine Heimatstadt Rimini zurück, in der er am 30. Juni 1798 starb. Der Abbate war wegen seiner zahlreichen Affären berüchtigt.

## Werk
Aurelio de’ Giorgi Bertola wurde durch seine 1774 verfassten Notti clementine, einer Dichtung im Stil Youngs auf den Tod Papst Clemens XIV. in Italien bekannt. 1777 gab er eine selbst übersetzte Auswahl von Gessners Idyllen heraus. 1779 veröffentlichte er die Idea della poesia alemanna, 1782–1796 die Favole und 1784 Idea della bella letteratura alemanna. 1787 reiste Aurelio de’ Giorgi Bertola über Zürich und Waldshut an den Rhein bis nach Düsseldorf. Die 1795 auf der Grundlage der Tagebücher erschienene Viaggio sul Reno, ein Reiseroman in 16 Briefen, gilt als sein Hauptwerk und bereitet einerseits die romantische Landschaftsdichtung in Italien vor, andererseits wurde Aurelio de’ Giorgi Bertola durch das Werk zum Begründer der Rheinromantik.
Aurelio de’ Giorgi Bertola war der Wegbereiter der Rezeption der zeitgenössischen Deutschen Literatur in Italien. Er führte Autoren wie Salomon Gessner, Wilhelm Heinse, Gotthold Ephraim Lessing und Christoph Martin Wieland in Italien ein. Zu Goethe bestand eine weltanschaulich bedingte Distanz, die er in einem Brief an Gessner vom 26. Oktober 1779 offenbarte: "Hinsichtlich Goethe wollte ich mich nicht verschweigen und meine Gefühle unterdrücken. Er ist in Italien völlig unbekannt und ich bitte den Himmel, daß es so bleibt".
Aurelio de’ Giorgi Bertolas größere Werke wurden umgehend in das Deutsche übersetzt und publiziert.

## Schriften
- Le Notti, poema in tre canti in morte della santa memoria di Clemente XIV, 1775.
- A sua Excellenza Giovanni Giuseppe del S. R. I. Conte di Wilzeck, etc. Versi di A. de G. B., 1778.
- Idea della poesia alemanna, 1779.
- Ode al signor abate Metastasio in morte di S. E. D. Anna Francesca Pinelli, Principessa di Belmonte, 1779.
- Mitherausgabe von: Elogio storico del cavaliere Anton Raffaele Mengs. Con un catalogo delle opere da esso fatte, 1780.
- Poesie di Ticofilo Cimerio, 1782.
- Osservazioni sopra Metastasio, con alcuni versi, 1784.
- Elogio storico per onorare la memoria di Livia Doria Caraffa, 1784.
- Idea della bella letteratura alemanna, 1784.
- Herausgabe von: Versi di Polidete Melpomenio,... (16 luglio 1783.), 1784.
- Cento favole, 1785.
- Della filosofia della storia. Libri tre, 1787.
- Saggio sopra la favola dell'Ab. Aggiunta una raccolta di favole e di epigrammi, 1788.
- Elogio di Gessner, 1789.
- Vita del marchese Michele Enrico Sagramoso, Bali' del S.M. Ordine di Malta, 1793.
- Herausgabe von: L'Invito, versi sciolti di Dafni Orobiano (L. Mascheroni) a Lesbia Cidonia, 1793.
- Viaggio sul Reno, 1795.
- Diari del Viaggio in Svizzera e in Germania (1787), Olschki Editore, Firenze 1982. ISBN 88-222-3102-3

## Deutsche Ausgaben der Schriften
- Clementinische Nächte, Berlin und Stettin 1779.
- Ueber die Philosophie der Geschichte in drey Büchern, Neuwied 1789.
- Lobrede auf Gessner, Zürich 1789.
- Malerische Rhein-Reise von Speyer bis Düsseldorf, Mannheim 1796.